# Rhanidophora aurantiaca
Rhanidophora aurantiaca là một loài bướm đêm trong họ Noctuidae.